# Молочанськ (станція)
Молочанськ — проміжна залізнична станція Запорізької дирекції Придніпровської залізниці на неелектрифікованій лінії Федорівка — Верхній Токмак II між станціями Великий Токмак (9 км) та Світлодолинська (17 км). Розташована в однойменому місті Пологівського району Запорізької області.

## Історія
Станція відкрита 1914 року під первинною назвою Полугород, в ході прокладання Токмацької залізниці, що була побудована за кошти однойменного акціонерного товариства й сполучила станції Федорівку та Царекостянтинівку. У 1974 році станція перейменована на сучасну назву — Молочанськ.

## Пасажирське сполучення
До повномасштабного російського вторгнення в Україну (з 2022) на станції Молочанськ зупинялися поїзди далекого та приміського сполучення:
| Рух поїздів по станції Молочанськ |                               |                                   |
| №                                 | Маршрут сполучення            | Періодичність курсування          |
| Далеке сполучення                 |                               |                                   |
| 83/84 «Азов»                      | Маріуполь — Київ              | Щоденно                           |
| 67/68                             | Маріуполь — Львів             | Через день                        |
| 69/70                             | Маріуполь — Львів             | Щоденно                           |
| 77/78                             | Маріуполь — Харків / Бахмут   | Через день                        |
| 141/142                           | Маріуполь — Одеса             | Через день                        |
| Приміське сполучення              |                               |                                   |
| 6893/6894                         | Верхній Токмак I — Мелітополь | Скасований з 18 березня 2020 року |